# Liga I 2021-2022
La Liga I 2021-2022 è stata la 104ª edizione della massima serie del campionato rumeno di calcio, iniziata il 15 luglio 2021 e terminata il 23 maggio 2022. Il CFR Cluj, squadra campione in carica, si è riconfermata conquistando il titolo per l'ottava volta nella sua storia.

## Stagione

### Novità
Dalla Liga I 2020-2021 sono retrocesse Astra Giurgiu e FC Politehnica Iași, ultime due classificate, e Hermannstadt, perdente dello spareggio promozione/retrocessione. Dalla Liga II 2020-2021 sono stati promossi FCU Craiova e Rapid Bucarest, rispettivamente primo e secondo classificato nel girone dei play-off, e Mioveni, vincitore dello spareggio promozione/retrocessione. Viitorul Costanza e Farul Costanza si sono fuse, per cui la squadra partecipante ha assunto il nome di quest'ultima.

### Formula
Per questa stagione è stato confermato il formato della stagione precedente. Il campionato si svolge in due fasi: nella prima le sedici squadre si affrontano in un girone di andata e ritorno, per un totale di 30 giornate. Successivamente le squadre vengono divise in due gruppi in base alla classifica: le prime sei formano un nuovo girone e competono per il titolo e la qualificazione alle competizioni europee, scontrandosi due volte ciascuna per un totale di 10 giornate; le ultime dieci invece lottano per non retrocedere in Liga II, scontrandosi una volta soltanto per un totale di 9 giornate.
Al termine della competizione, la squadra classificata al primo posto si qualificherà per il primo turno di qualificazione della UEFA Champions League 2022-2023. La squadra classificata al secondo posto si qualificherà per il secondo turno di qualificazione della UEFA Europa Conference League 2022-2023. La terza classificata disputerà uno spareggio con la vincente della gara tra le prime due classificate del girone della Poule retrocessione per un ulteriore posto in UEFA Europa Conference League.
Le squadre classificate agli ultimi due posti della Poule retrocessione retrocederanno direttamente in Liga II, mentre la terz'ultima e la quart'ultima giocheranno uno spareggio promozione-retrocessione contro le squadre classificatesi al terzo e quarto posto della Liga II.

## Squadre partecipanti
| Club               | Città           | Stadio                          | Stagione precedente                      |
| ------------------ | --------------- | ------------------------------- | ---------------------------------------- |
| Acad. Clinceni     | Clinceni        | Stadio Clinceni                 | 5º posto in Liga I                       |
| Argeș Pitești      | Pitești         | Stadio Nicolae Dobrin           | 11º posto in Liga I                      |
| Botoșani           | Botoșani        | Stadio Municipal                | 6º posto in Liga I                       |
| CFR Cluj           | Cluj-Napoca     | Stadio Dr. Constantin Rădulescu | Campione di Romania                      |
| Chindia Târgoviște | Târgoviște      | Stadio Municipal (Buzău)        | 7º posto in Liga I                       |
| Dinamo Bucarest    | Bucarest        | Stadio Dinamo                   | 12º posto in Liga I                      |
| Farul Costanza     | Costanza        | Stadio Viitorul (Ovidiu)        | 7º posto in Liga II                      |
| FCSB               | Bucarest        | Arena Națională                 | 2º posto in Liga I                       |
| FCU Craiova        | Craiova         | Stadio Ion Oblemenco            | 1º posto in Liga II, promosso            |
| Gaz Metan Mediaș   | Mediaș          | Stadio Gaz Metan                | 9º posto in Liga I                       |
| Mioveni            | Mioveni         | Stadio Orășenesc                | 3º posto in Liga II, vincitore spareggio |
| Rapid Bucarest     | Bucarest        | Stadio Giulești                 | 2º posto in Liga II, promosso            |
| Sepsi              | Sfântu Gheorghe | Stadio Municipal                | 4º posto in Liga I                       |
| U Craiova          | Craiova         | Stadionul Ion Oblemenco         | 3º posto in Liga I                       |
| UTA Arad           | Arad            | Stadio Francisc von Neuman      | 8º posto in Liga I                       |
| Voluntari          | Voluntari       | Stadio Anghel Iordănescu        | 13º posto in Liga I                      |

## Allenatori
| Squadra            | Allenatore                                                                                        |
| ------------------ | ------------------------------------------------------------------------------------------------- |
| Acad. Clinceni     | Ilie Poenaru (1ª-8ª) Ionuț Chirilă (9ª-17ª) Adrian Falub (18ª-24ª) Florin Stângă (25ª-39ª)        |
| Argeș Pitești      | Andrei Prepeliță                                                                                  |
| Botoșani           | Marius Croitoru                                                                                   |
| CFR Cluj           | Marius Sumudica (1ª-3ª) Dan Petrescu (4ª-40ª)                                                     |
| Chindia Târgoviște | Emil Săndoi                                                                                       |
| Dinamo Bucarest    | Dario Bonetti (1ª-9ª) Mircea Rednic (10ª-21ª) Flavius Stoican (22ª-30ª) Dušan Uhrin Jr. (31ª-39ª) |
| Farul Costanza     | Gheorghe Hagi                                                                                     |
| FCSB               | Dinu Todoran (1ª-4ª) Edward Iordănescu (5ª-13ª) Anton Petrea (14ª-40ª)                            |
| FCU Craiova        | Adrian Mutu (1ª-11ª) Flavius Stoican (12ª-14ª) Eugen Trică (15ª-19ª) Nicolò Napoli (20ª-39ª)      |
| Gaz Metan Mediaș   | Mihai Teja (1ª-8ª) Ilie Poenaru (9ª-26ª) Flavius Boroncoi (27ª-39ª)                               |
| Mioveni            | Alexandru Pelici                                                                                  |
| Rapid Bucarest     | Mihai Iosif (1ª-29ª) Adrian Mutu (30ª-39ª)                                                        |
| Sepsi              | Leontin Grozavu (1ª-11ª) Cristiano Bergodi (12ª-39ª)                                              |
| U Craiova          | Marinos Ouzounidis (1ª-3ª) Laurențiu Reghecampf (4ª-40ª)                                          |
| UTA Arad           | László Balint (1ª-23ª) Ionuț Badea (24ª-39ª)                                                      |
| Voluntari          | Liviu Ciobotariu                                                                                  |

## Prima fase

### Classifica finale
| Pos. | Squadra                | Pt | G  | V  | N  | P  | GF | GS | DR  |
| ---- | ---------------------- | -- | -- | -- | -- | -- | -- | -- | --- |
| 1.   | CFR Cluj               | 76 | 30 | 24 | 4  | 2  | 48 | 16 | +32 |
| 2.   | FCSB                   | 62 | 30 | 18 | 8  | 4  | 54 | 28 | +26 |
| 3.   | U Craiova              | 54 | 30 | 16 | 6  | 8  | 55 | 29 | +26 |
| 4.   | Argeș Pitești          | 48 | 30 | 14 | 6  | 10 | 28 | 22 | +6  |
| 5.   | Farul Costanza         | 48 | 30 | 14 | 6  | 10 | 42 | 21 | +21 |
| 6.   | Voluntari              | 47 | 30 | 13 | 8  | 9  | 31 | 27 | +4  |
| 7.   | Botoșani               | 46 | 30 | 11 | 13 | 6  | 33 | 28 | +5  |
| 8.   | UTA Arad               | 40 | 30 | 9  | 13 | 8  | 24 | 20 | +4  |
| 9.   | Rapid Bucarest         | 40 | 30 | 9  | 13 | 8  | 34 | 31 | +3  |
| 10.  | Sepsi                  | 39 | 30 | 9  | 12 | 9  | 33 | 29 | +4  |
| 11.  | Chindia Târgoviște     | 35 | 30 | 8  | 11 | 11 | 23 | 23 | 0   |
| 12.  | FCU Craiova            | 33 | 30 | 8  | 9  | 13 | 31 | 35 | -4  |
| 13.  | Mioveni                | 29 | 30 | 6  | 11 | 13 | 19 | 36 | -17 |
| 14.  | Dinamo Bucarest        | 17 | 30 | 4  | 5  | 21 | 24 | 66 | -42 |
| 15.  | Acad. Clinceni         | 14 | 30 | 3  | 5  | 22 | 21 | 64 | -43 |
| 16.  | Gaz Metan Mediaș (–22) | 2  | 30 | 6  | 6  | 18 | 21 | 46 | -25 |

Legenda:
      Ammessa alla Poule scudetto
      Ammessa alla Poule retrocessione
Regolamento:
Tre punti per la vittoria, uno per il pareggio, zero per la sconfitta.
Il Gaz Metan Mediaṣ ha scontato 22 punti di penalizzazione.
Fonte: https://lpf.ro/liga-1/

### Risultati
|                    | ACA  | ARG  | BOT  | CFR  | CHI  | DIN  | FAR  | FCS  | FCU  | GZM  | MIO  | RAP  | SEP  | UCV  | UTA  | VOL  |
| ------------------ | ---- | ---- | ---- | ---- | ---- | ---- | ---- | ---- | ---- | ---- | ---- | ---- | ---- | ---- | ---- | ---- |
| Acad. Clinceni     | –––– | 0-1  | 1-1  | 1-2  | 0-1  | 1-0  | 2-8  | 0-3  | 1-2  | 2-0  | 1-1  | 2-3  | 0-2  | 1-3  | 0-3  | 0-0  |
| Argeș Pitești      | 1-0  | –––– | 0-1  | 0-1  | 0-0  | 2-1  | 2-1  | 1-0  | 1-0  | 1-2  | 1-0  | 0-1  | 1-1  | 3-2  | 0-1  | 0-0  |
| Botoșani           | 2-0  | 1-2  | –––– | 1-0  | 0-0  | 4-0  | 0-2  | 0-0  | 1-1  | 2-1  | 0-0  | 0-2  | 1-0  | 2-2  | 2-1  | 1-1  |
| CFR Cluj           | 2-0  | 1-0  | 1-1  | –––– | 1-0  | 4-1  | 1-0  | 4-1  | 3-2  | 2-1  | 1-0  | 2-1  | 2-0  | 1-0  | 0-0  | 1-0  |
| Chindia Târgoviște | 2-2  | 1-1  | 1-1  | 0-1  | –––– | 1-0  | 2-0  | 0-1  | 0-3  | 0-1  | 0-0  | 2-2  | 1-1  | 0-1  | 1-0  | 0-0  |
| Dinamo Bucarest    | 3-1  | 0-2  | 1-2  | 0-3  | 1-0  | –––– | 0-2  | 0-3  | 0-0  | 4-0  | 0-1  | 1-1  | 1-3  | 1-6  | 2-2  | 3-2  |
| Farul Costanza     | 5-0  | 0-1  | 2-0  | 0-2  | 0-1  | 3-0  | –––– | 0-1  | 3-2  | 2-0  | 2-1  | 2-0  | 1-0  | 1-0  | 0-0  | 3-0  |
| FCSB               | 3-2  | 2-1  | 3-1  | 3-3  | 3-2  | 6-0  | 0-2  | –––– | 2-2  | 2-1  | 3-0  | 3-1  | 1-1  | 4-1  | 2-1  | 1-0  |
| FCU Craiova        | 1-2  | 1-0  | 3-2  | 0-2  | 0-0  | 1-0  | 1-1  | 0-1  | –––– | 2-0  | 0-0  | 3-2  | 1-1  | 0-2  | 1-1  | 0-2  |
| Gaz Metan Mediaș   | 1-1  | 2-2  | 0-1  | 1-2  | 0-4  | 2-1  | 1-1  | 0-1  | 0-3  | –––– | 1-0  | 1-1  | 0-0  | 1-1  | 0-1  | 1-2  |
| Mioveni            | 3-1  | 0-0  | 1-1  | 0-1  | 0-1  | 2-1  | 1-1  | 1-1  | 1-0  | 1-0  | –––– | 0-2  | 0-2  | 0-3  | 0-0  | 0-0  |
| Rapid Bucarest     | 1-0  | 2-0  | 1-1  | 2-0  | 1-0  | 1-1  | 0-0  | 1-0  | 0-0  | 1-2  | 1-1  | –––– | 1-1  | 1-2  | 1-1  | 0-1  |
| Sepsi S.G.         | 2-0  | 0-2  | 1-1  | 0-2  | 0-0  | 4-1  | 1-0  | 0-0  | 2-1  | 2-0  | 1-2  | 2-2  | –––– | 3-1  | 0-0  | 1-2  |
| U Craiova          | 5-0  | 1-0  | 1-2  | 1-1  | 1-0  | 5-0  | 1-0  | 2-3  | 2-0  | 1-0  | 5-2  | 1-0  | 1-1  | –––– | 0-0  | 3-0  |
| UTA Arad           | 2-0  | 0-1  | 0-0  | 0-1  | 0-2  | 0-0  | 0-0  | 1-1  | 1-0  | 0-1  | 2-1  | 2-2  | 1-0  | 1-0  | –––– | 2-0  |
| Voluntari          | 1-0  | 0-2  | 0-1  | 0-1  | 2-1  | 2-1  | 1-0  | 0-0  | 2-1  | 3-1  | 4-0  | 0-0  | 3-1  | 1-1  | 2-1  | –––– |

## Poule scudetto
Le sei squadre miglior classificate nella stagione regolare si incontrano due volte per un totale di 10 partite per squadra. Le squadre cominciano la Poule scudetto con i punti della stagione regolare dimezzati e, in caso, arrotondati per eccesso.

### Classifica finale
|                    | Pos. | Squadra        | Pt | G  | V | N | P | GF | GS | DR  |
| ------------------ | ---- | -------------- | -- | -- | - | - | - | -- | -- | --- |
| Romania (bandiera) | 1.   | CFR Cluj       | 57 | 10 | 6 | 1 | 3 | 18 | 9  | +9  |
|                    | 2.   | FCSB           | 56 | 10 | 8 | 1 | 1 | 24 | 7  | +17 |
|                    | 3.   | U Craiova      | 48 | 10 | 7 | 0 | 3 | 22 | 9  | +13 |
|                    | 4.   | Voluntari      | 35 | 10 | 3 | 2 | 5 | 9  | 14 | -5  |
|                    | 5.   | Farul Costanza | 32 | 10 | 2 | 2 | 6 | 5  | 16 | -11 |
|                    | 6.   | Argeș Pitești  | 27 | 10 | 1 | 0 | 9 | 3  | 26 | -23 |

Legenda:
      Campione di Romania e ammessa alla UEFA Champions League 2022-2023
      Ammessa alla UEFA Europa Conference League 2022-2023
 Ammessa ai Play-off Europa Conference League
Note:
Tre punti per la vittoria, uno per il pareggio, zero per la sconfitta.

### Risultati
|                | ARG  | CFR  | FAR  | FCS  | UCV  | VOL  |
| -------------- | ---- | ---- | ---- | ---- | ---- | ---- |
| Argeș Pitești  | –––– | 0-6  | 0-2  | 2-3  | 0-4  | 0-1  |
| CFR Cluj       | 2-0  | –––– | 1-0  | 0-1  | 2-1  | 3-1  |
| Farul Costanza | 1-0  | 0-0  | –––– | 0-4  | 0-3  | 1-1  |
| FCSB           | 4-0  | 3-1  | 2-0  | –––– | 0-2  | 4-0  |
| U Craiova      | 3-0  | 3-2  | 4-1  | 0-1  | –––– | 1-0  |
| Voluntari      | 0-1  | 0-1  | 1-0  | 2-2  | 3-1  | –––– |

## Poule retrocessione
Le rimanenti dieci squadre classificate nella stagione regolare si incontrano una volta soltanto per un totale di 9 partite per squadra. Le squadre cominciano la Poule retrocessione con i punti della stagione regolare dimezzati e, in caso, arrotondati per eccesso.

### Classifica finale
|       | Pos. | Squadra            | Pt  | G | V | N | P | GF | GS | DR  |
| ----- | ---- | ------------------ | --- | - | - | - | - | -- | -- | --- |
| [ 4 ] | 7.   | Sepsi              | 42  | 9 | 7 | 1 | 1 | 21 | 4  | +17 |
|       | 8.   | Botoșani           | 41  | 9 | 6 | 0 | 3 | 18 | 9  | +9  |
|       | 9.   | Rapid Bucarest     | 39  | 9 | 6 | 1 | 2 | 22 | 7  | +15 |
|       | 10.  | FCU Craiova        | 34  | 9 | 5 | 2 | 2 | 14 | 11 | +3  |
|       | 11.  | UTA Arad           | 33  | 9 | 4 | 1 | 4 | 10 | 6  | +4  |
|       | 12.  | Mioveni            | 31  | 9 | 5 | 1 | 3 | 12 | 10 | +2  |
|       | 13.  | Chindia Târgoviște | 26  | 9 | 2 | 2 | 5 | 8  | 8  | +0  |
|       | 14.  | Dinamo Bucarest    | 23  | 9 | 4 | 2 | 3 | 14 | 11 | +3  |
|       | 15.  | Acad. Clinceni     | -19 | 9 | 0 | 0 | 9 | 4  | 32 | -28 |
|       | 16.  | Gaz Metan Mediaș   | -38 | 9 | 1 | 0 | 8 | 6  | 31 | -25 |

Legenda:
      Ammessa alla UEFA Europa Conference League 2022-2023
 Ammessa ai Play-off Europa Conference League
 Ammessa allo Spareggio promozione-retrocessione
      Retrocesse in Liga II 2022-2023
Regolamento:
Tre punti per la vittoria, uno per il pareggio, zero per la sconfitta.
Il Gaz Metan Mediaṣ ha scontato 42 punti di penalizzazione.
L'Academica Clinceni ha scontato 26 punti di penalizzazione.
Fonte: https://lpf.ro/liga-1/

### Risultati
|                    | ACA  | BOT  | CHI  | DIN  | FCU  | GZM  | MIO  | RAP  | SEP  | UTA  |
| ------------------ | ---- | ---- | ---- | ---- | ---- | ---- | ---- | ---- | ---- | ---- |
| Acad. Clinceni     | –––– | 0-4  | 0-3  |      |      |      | 0-2  | 0-1  |      |      |
| Botoșani           |      | –––– |      | 2-3  | 2-1  | 5-0  |      |      | 0-1  | 1-0  |
| Chindia Târgoviște |      | 1-2  | –––– | 0-2  | 0-0  | 3-0  |      | 0-0  |      |      |
| Dinamo Bucarest    | 5-1  |      |      | –––– | 1-2  |      |      |      | 0-0  | 1-1  |
| FCU Craiova        | 4-0  |      |      |      | –––– |      | 1-1  |      | 0-5  | 1-0  |
| Gaz Metan Mediaș   | 4-3  |      |      | 0-1  | 0-2  | –––– | 1-2  |      |      |      |
| Mioveni            |      | 0-2  | 1-0  | 2-0  |      |      | –––– | 3-2  |      |      |
| Rapid Bucarest     |      | 3-0  |      | 3-1  | 2-3  | 8-0  |      | –––– | 1-0  |      |
| Sepsi S.G.         | 6-0  |      | 2-1  |      |      | 3-1  | 3-1  |      | –––– | 1-0  |
| UTA Arad           | 3-0  |      | 1-0  |      |      | 4-0  | 1-0  | 0-2  |      | –––– |

## Play-off Europa Conference League
|           | Risultati |          | Luogo e data            |
| --------- | --------- | -------- | ----------------------- |
| U Craiova | 2 - 0     | Botoșani | Craiova, 27 maggio 2022 |

## Spareggio promozione/retrocessione
|                    | Risultati       |                    | Luogo e data             |
| ------------------ | --------------- | ------------------ | ------------------------ |
| Concordia Chiajna  | 2 - 1           | Chindia Târgoviște | Chiajna, 21 maggio 2022  |
| Chindia Târgoviște | 1 - 0 (4-1 dtr) | Concordia Chiajna  | Ploiești, 29 maggio 2022 |
|                    |                 |                    |                          |
| U Cluj             | 2 - 0           | Dinamo Bucarest    | Cluj, 21 maggio 2022     |
| Dinamo Bucarest    | 1 - 1           | U Cluj             | Bucarest, 29 maggio 2022 |

## Statistiche

### Individuali

#### Classifica marcatori
| Gol |  |  | Giocatore        | Squadra        |
| --- |  |  | ---------------- | -------------- |
| 20  |  |  | Florin Tănase    | FCSB           |
| 16  |  |  | Jefté Betancor   | Farul Costanza |
| 14  |  |  | Gabriel Debeljuh | CFR Cluj       |
| 14  |  |  | Andrei Ivan      | U Craiova      |
| 13  |  |  | Jovan Marković   | U Craiova      |
| 12  |  |  | Andrea Compagno  | FCU Craiova    |
| 10  |  |  | Gustavo Vagenin  | U Craiova      |
| 10  |  |  | Ciprian Deac     | CFR Cluj       |
| 10  |  |  | Octavian Popescu | FCSB           |
| 9   |  |  | Claudiu Petrila  | CFR Cluj       |
| 9   |  |  | Adrian Petre     | Farul Costanza |
| 9   |  |  | Mihai Roman      | Botoșani       |